# 光熙
光熙（こうき）は、西晋の恵帝の治世に使われた元号。306年。

## 出来事
- 永興3年6月：光熙に改元。

## 西暦との対照表
| 光熙 | 元年  |
| 西暦 | 306年 |
| 干支 | 丙寅  |

## 他元号との対照表
| 光熙 | 元年          |
| 成漢 | 建興元 晏平元 |
| 前趙 | 元熙3         |